# Encyclopedie van Friesland
L'Encyclopedie van Friesland est une encyclopédie en langue néerlandaise centrée sur la Frise aux Pays-Bas. Elle est publiée en 1958 par Elsevier. 
Outre une section encyclopédique, elle comprend un compendium sur, entre autres, le paysage frison, l'histoire de la Frise, la littérature frisonne et la culture frisonne. Le rédacteur en chef était Jelle Hendriks Brouwer (fy). Il était assisté d'un comité de rédaction composé de Jacob Kalma (fy), W. Kok et de Meint Wiegersma (fy). 
Les informations postérieures à 1954 ne figuraient pas dans l'encyclopédie.